# Lago Bolon
El lago Bolon (del ruso: Болонь) es un amplio lago de agua dulce de Rusia localizado en la parte baja de la cuenca del río Amur, en su llanura de inundación, a unos 40 km al suroeste de la ciudad de Amursk, en el distrito del Amur del krai de Jabárovsk . Tiene una superficie de 338 km ² (dependiendo del nivel del agua), con 58 km de longitud y 23 km de anchura máxima. La profundidad máxima es de unos 4 metros. El lago se encuentra en la orilla izquierda del río Amur, en algunos puntos a menos de 10 km de su curso, con el que le une une un amplio canal. La costa norte es elevada, a veces con acantilados, y la sur son tierras bajas y pantanosas, con algunas playas. En el lago se encuentran varias islas, como la isla de Yadasen (o Yagdasen), situada en el centro del lago, conocida por ser un antiguo volcán extinto.   
Es un importante lugar de concentración de anidación de aves acuáticas, con especies de aves raras y en peligro de extinción. En el área del lago habitado por 11 especies de anfibios y reptiles, 52 especies de peces, 179 especies de aves y 40 especies de mamíferos. Una gran parte de la región, «Lago Bolon y bocas de los ríos Selgon y Simmi»  (53.800 hectáreas) fue declarada el 13 de septiembre de 1994 como “water and wetlands areas of international significance” según el Convenio de Ramsar (n.º ref. Ramsar 686). En la parte sur del lago se encuentra la reserva natural estatal Bolonsky (Природный заповедник «Бо́лоньский»), establecida el 18 de noviembre de 1997 para proteger los valiosos humedales,  y varias zonas  de bosques antiguos de hoja caduca y pantanos con una flora endémica.
El lago está congelado desde finales de octubre, principios de noviembre hasta mediados de mayo.

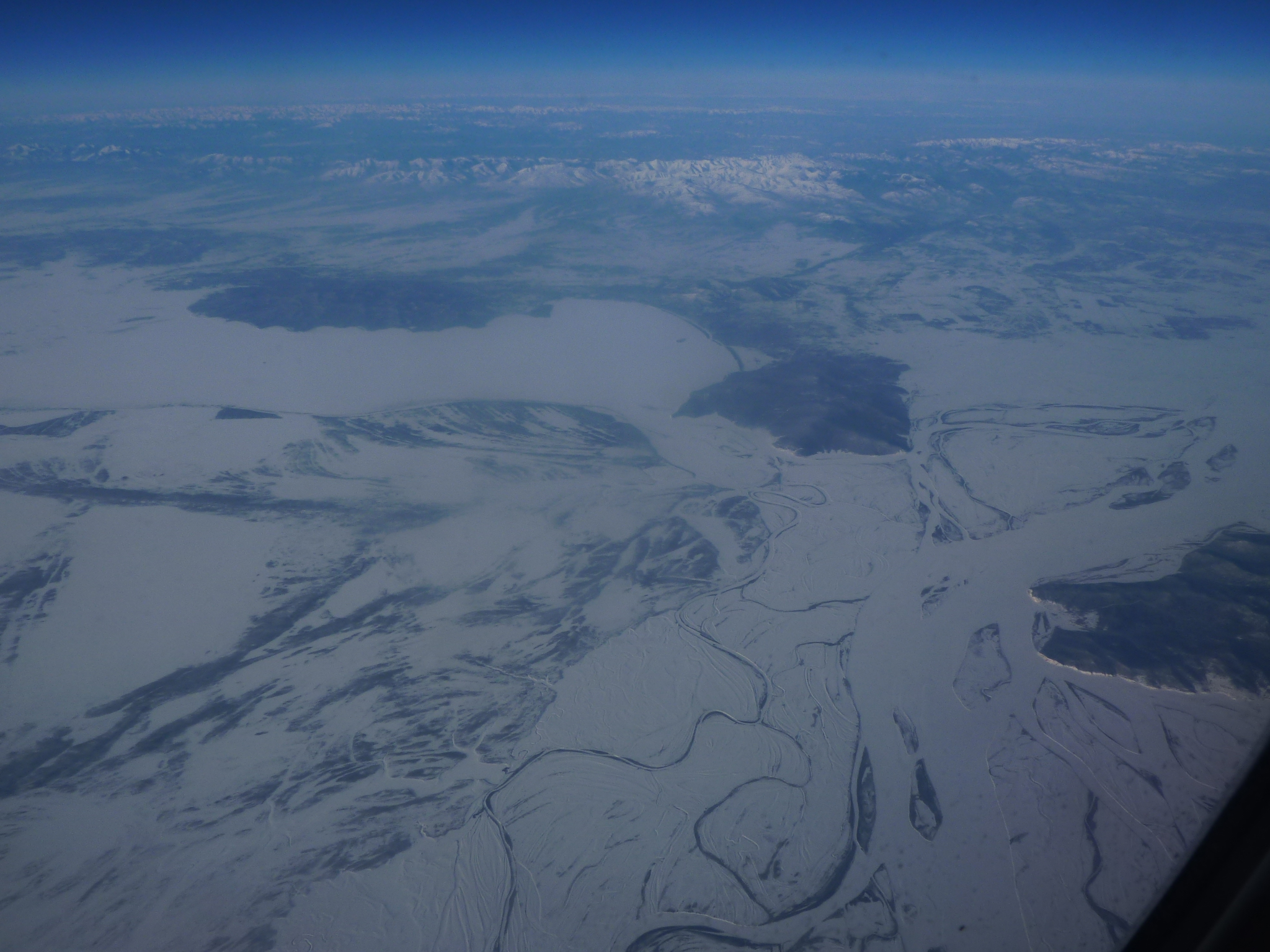
Lago Bolon y los canales en el Amur.
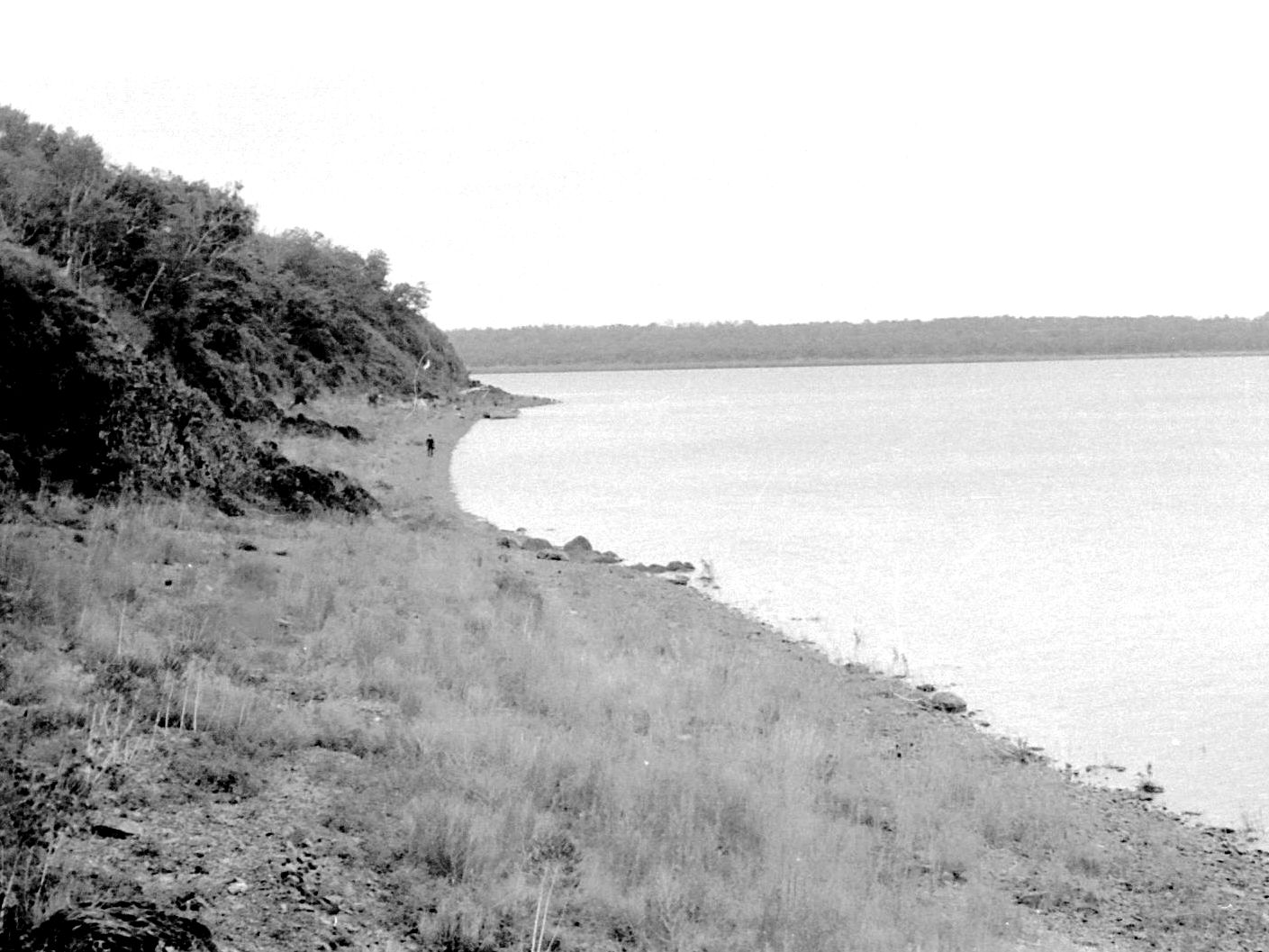
Lago Bolon (1983)
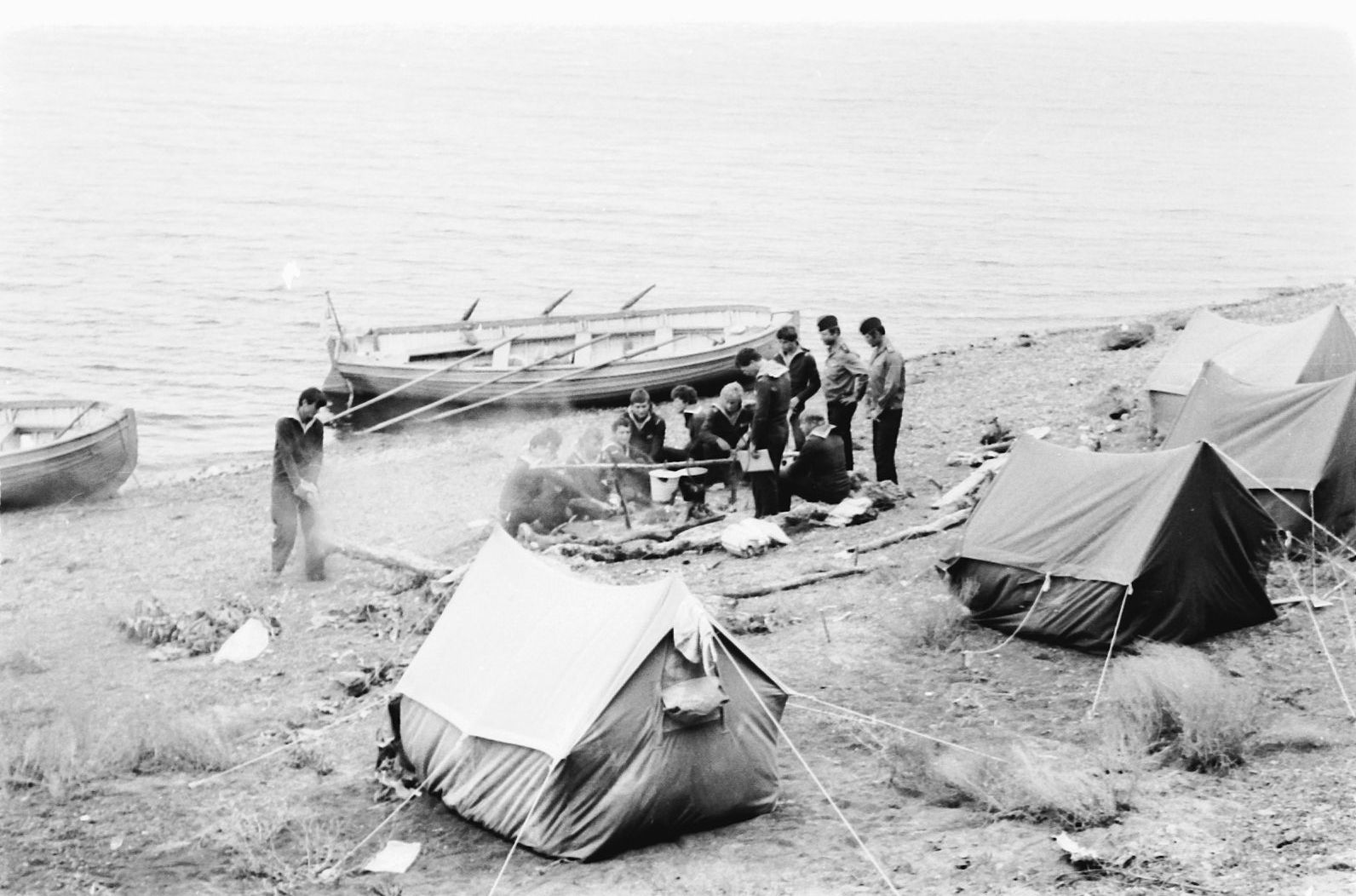
Descanso en el lago Bolon (1983).